# Elektroprivreda Hrvatske zajednice Herceg Bosne
Javno poduzeće “Elektroprivreda Hrvatske zajednice Herceg Bosne” dioničko društvo Mostar (JP Elektroprivreda HZ HB d.d. Mostar) je tvrtka koja se bavi proizvodnjom, distribucijom, trgovinom električne energije i opskrbom električnom energijom. Ima neslužbeni status hrvatske nacionalne elektroenergetske tvrtke u BiH iz razloga što ima nadležnost distribucije električne energije i opskrbe električnom energijom na područjima s većinskim hrvatskim pučanstvom i u nazivu je zadržala pripadnost Hrvatskoj zajednici Herceg-Bosni. 
Ustrojena je kao dioničko društvo s 90% državnog vlasničkog udjela te 10% kapitala malih dioničara privatiziranog u postupku javne ponude dionica.

## Proizvodnja
Društvo obavlja sve poslove vezane uz proizvodnju električne energije, uključujući održavanje, istraživanje, revitalizaciju postojećih i pripremu i izgradnju novih objekata.
Proizvodne pogone dijeli na hidroelektrane slijevova Vrbas i Neretva, te vjetroelektranu Mesihovina. Pogoni hidroelektrana slijeva Vrbas koje održava Elektroprivreda Hrvatske zajednice Herceg Bosne su: 
- HE Jajce I i
- HE Jajce II,

a pogoni hidroelektrane slijeva Neretva su: 
- HE "Rama", Prozor,
- HE "Mostar", Mostar,
- HE "Peć Mlini", Grude,
- HE "Mostarsko blato", Mostar

i samostalni pogon 
- CHE "Čapljina", Čapljina.

Vjetroelektrana Mesihovina počela je s radom 2018. godine, i predstavlja prve kilovate koji su neovisni o hidrološkim prilikama na operativnom prostoru Elektroprivrede. 
Naknade za korištenje hidroakumulacijskih i elektroenergetskih objekata (koncesije) koje isplaćuje Elektroprivreda Hrvatske zajednice Herceg Bosne čine veliki dio ukupnih prihoda proračuna općina Prozor-Rama, Jajce, Čapljina i Grude.

## Distribucija
Društvo obavlja poslove distribucije električne energije do potrošača, poslove eksploatacije, održavanja distribucijskih vodova i postrojenja i druge. Ima vlastitu podjelu na tri distribucijska i opskrbna područja. 
| Distribucijsko područje Sjever | Distribucijsko područje Centar | Distribucijsko područje Centar | Distribucijsko područje Jug | Distribucijsko područje Jug  | Distribucijsko područje Jug       |
| Županija Posavska              | Županija Središnja Bosna       | Zeničko-dobojska županija      | Hercegbosanska županija     | Županija Zapadnohercegovačka | Hercegovačko-neretvanska županija |
| ------------------------------ | ------------------------------ | ------------------------------ | --------------------------- | ---------------------------- | --------------------------------- |
| Orašje                         | Novi Travnik                   | Vareš                          | Livno                       | Grude                        | Mostar                            |
| Domaljevac                     | Nova Bila                      | Usora                          | Drvar                       | Široki Brijeg                | Doljani                           |
| Odžak                          | Kiseljak                       | Žepče                          | Tomislavgrad                | Posušje                      | Čapljina                          |
|                                | Busovača                       | Novi Šeher                     | Glamoč                      | Ljubuški                     | Ravno                             |
|                                | Uskoplje                       |                                | Grahovo                     |                              | Prozor-Rama                       |
|                                | Kreševo                        |                                | Kupres                      |                              | Čitluk                            |
|                                | Dobretići                      |                                |                             |                              | Neum                              |
|                                | Vitez                          |                                |                             |                              | Stolac                            |
|                                | Jajce                          |                                |                             |                              |                                   |
|                                | Fojnica                        |                                |                             |                              |                                   |

## Izdavaštvo
Poduzeće izdaje Informativno-stručni list Vjesnik JP Elektroprivreda HZ HB d.d. Mostar te brošure o svojim hidroelektranama, najčešće povodom obljetnica puštanja u pogon.

## Vanjske poveznice
- Elektroprivreda Hrvatske zajednice Herceg Bosne d.d. Mostar